# 拉哈顿
拉哈顿（英語：Lahardane，亦可串寫為Lahardaun，意思為山丘上的一半）是一個位於愛爾蘭共和國梅奧郡阿德古尔教區（Addergoole）的村落，毗鄰科恩湖和内芬山，附近城鎮有克罗斯莫利纳、卡斯尔巴和巴利纳。2016年人口統計為178人。

## 歷史
阿德古尔教區是1912年鐵達尼號意外中，居民人口與遇難人數比例最多的教區。阿德古尔14人（Addergoole 14）在皇后鎮登船後，只有三人活著到達美國。在拉哈顿圣帕特里克教堂有一匾牌紀念該14人，以及一個豎立雕像的紀念花園。

## 體育
拉哈頓麥克黑爾斯蓋爾式足球會在1966年成立，球員來自該教區的人，並在2017年贏得首項梅奧郡初級組冠軍。